# Repêchage des qualifications pour la Coupe du monde de rugby à XV 2023
Navigation
Qualifications Coupe du monde 2019 Qualifications Coupe du monde 2027
Le repêchage des qualifications pour la Coupe du monde de rugby à XV 2023 oppose les dernières équipes issues des qualifications régionales. Les play-offs finaux opposent une équipe d'Afrique, une équipe d'Amérique, une équipe d'Europe ainsi que le vainqueur d'un barrage entre une équipe d'Asie et une du secteur Océanie.

## Barrage Asie/Océanie
Le barrage Asie/Océanie se jouera au terme d’un match unique entre le vainqueur du championnat d'Asie 2021 et le repêché des qualifications zone Océanie.

### Qualifications zone Asie
À la suite du championnat d'Asie 2021, l'Asie est représentée par le vainqueur de la compétition, en tant qu'Asie 1. Il s'agit de Hong Kong.

### Qualifications zone Océanie
À la suite du tournoi de qualifications zone Océanie, un repêché représente Océanie 2. Il s'agit des Tonga.

### Barrage
Le barrage Asie/Océanie consiste en un match unique sur terrain neutre.
| 23 juillet 2022 | Tonga | 44 - 22 (20 - 8) | Hong Kong | Sunshine Coast Stadium, Kawana Waters Australie Arbitre : Damon Murphy |
| 23 juillet 2022 | Essai(s) : 6 Takulua (15e, 25e, 42e), Fisi'ihoi (47e), Veainu (60e), Tuitavuki (62e) Transformation(s) : 4 Havili (16e, 27e, 61e, 63e) Pénalité(s) : 2 Havili (11e, 35e) Carton(s) jaune(s) : 1 Maile (29e) | Rapport          | Essai(s) : 3 Post (18e), Worley (77e, 80e) Transformation(s) : 2 McNeish (78e, 80e) Pénalité(s) : 1 McNeish (30e) | Sunshine Coast Stadium, Kawana Waters Australie Arbitre : Damon Murphy |
| 23 juillet 2022 | | Rapport          | | Sunshine Coast Stadium, Kawana Waters Australie Arbitre : Damon Murphy |

Le vainqueur, les Tonga, est qualifié pour la Coupe du monde en tant que Asie/Pacifique 1 (poule B). Le perdant, Hong Kong, est repêché pour le tournoi de qualification final en tant qu'Asie/Pacifique 2.

## Tournoi final de repêchage
Ce tournoi détermine le dernier qualifié pour la compétition finale et aura lieu du 6 au 18 novembre 2022, sur terrain neutre (à Dubaï).

### Participants
Les quatre équipes participantes sont issues des qualifications des zones Europe, Amériques, Afrique et Asie/Océanie :
- Afrique 2 :  Kenya
- Amérique 3 :  États-Unis
- Asie/Pacifique 2 :  Hong Kong
- Europe 3 :  Portugal

### Matchs
| 6 novembre 2022 16 h 0 UTC+04:00 | États-Unis | 68 - 14 (19 - 0) | Kenya | The Sevens Stadium, Dubaï Émirats arabes unis Arbitre : Tual Trainini France |
| 6 novembre 2022 16 h 0 UTC+04:00 | Essai(s) : 10 Fawsitt (22e, 33e, 48e), Faʻanana-Schultz (40e), Dyer (51e, 61e, 64e), Augspurger (59e), Feagai (69e), Wilson (76e) Transformation(s) : 9 Carty (33e, 40e, 49e, 53e), McGinty (60e, 63e, 66e, 70e, 76e) Carton(s) jaune(s) : 1 Mahoni (9e) | Rapport          | Essai(s) : 2 Juma (55e), Weru (78e) Transformation(s) : 2 Mukidza (56e, 79e) Carton(s) jaune(s) : 1 Okwach (16e) | The Sevens Stadium, Dubaï Émirats arabes unis Arbitre : Tual Trainini France |
| 6 novembre 2022 16 h 0 UTC+04:00 | | Rapport          | | The Sevens Stadium, Dubaï Émirats arabes unis Arbitre : Tual Trainini France |

| 6 novembre 2022 18 h 30 UTC+04:00 | Portugal | 42 - 14 (21 - 7) | Hong Kong                                                                     | The Sevens Stadium, Dubaï Émirats arabes unis Arbitre : Chris Busby (en) Irlande |
| 6 novembre 2022 18 h 30 UTC+04:00 | Essai(s) : 6 Madeira (16e), Storti (24e, 50e), Morais (29e), Marta (43e), Lima (55e) Transformation(s) : 6 Marques (17e, 25e, 30e, 44e, 52e, 56e) Carton(s) jaune(s) : 2 Granate (35e), Torgal (77e) | Rapport          | Essai(s) : 2 Post (7e), Neville (60e) Transformation(s) : 2 McNeish (8e, 61e) | The Sevens Stadium, Dubaï Émirats arabes unis Arbitre : Chris Busby (en) Irlande |
| 6 novembre 2022 18 h 30 UTC+04:00 | | Rapport          |                                                                               | The Sevens Stadium, Dubaï Émirats arabes unis Arbitre : Chris Busby (en) Irlande |

| 12 novembre 2022 16 h 0 UTC+04:00 | Portugal | 85 - 0 (35 - 0) | Kenya                                                                                 | The Sevens Stadium, Dubaï Émirats arabes unis Arbitre : Nika Amashukeli Géorgie |
| 12 novembre 2022 16 h 0 UTC+04:00 | Essai(s) : 13 Tadjer (1re, 7e, 45e), Cardoso Pinto (16e), Lima (22e), Pinto (32e, 47e), Appleton (49e, 60e), Andrade (53e), Pénalité (69e), Belo (72e), Campergue (77e) Transformation(s) : 9 Marques (2e, 8e, 17e, 23e, 34e, 49e, 54e), Portela (61e), Sousa Guedes (78e) | Rapport         | Carton(s) jaune(s) : 3 Juma (29e, 42e) Okwach (76e) Carton(s) rouge(s) : 1 Juma (42e) | The Sevens Stadium, Dubaï Émirats arabes unis Arbitre : Nika Amashukeli Géorgie |
| 12 novembre 2022 16 h 0 UTC+04:00 | | Rapport         |                                                                                       | The Sevens Stadium, Dubaï Émirats arabes unis Arbitre : Nika Amashukeli Géorgie |

| 12 novembre 2022 18 h 30 UTC+04:00 | États-Unis | 49 - 7 (28 - 0) | Hong Kong                                                     | The Sevens Stadium, Dubaï Émirats arabes unis Arbitre : Matthew Carley Angleterre |
| 12 novembre 2022 18 h 30 UTC+04:00 | Essai(s) : 7 Fa'anana-Schultz (12e), Pifeleti (20e), Augspurger (25e, 57e), Dolan (36e), Wilson (47e), Tonga'uiha (77e) Transformation(s) : 7 MacGinty (14e, 22e, 27e, 37e, 49e, 58e), Carty (78e) | Rapport         | Essai(s) : 1 Worley (65e) Transformation(s) : 1 Cumming (66e) | The Sevens Stadium, Dubaï Émirats arabes unis Arbitre : Matthew Carley Angleterre |
| 12 novembre 2022 18 h 30 UTC+04:00 | | Rapport         |                                                               | The Sevens Stadium, Dubaï Émirats arabes unis Arbitre : Matthew Carley Angleterre |

| 18 novembre 2022 17 h 0 UTC+04:00 | Hong Kong | 22 - 18 (7 - 18) | Kenya | The Sevens Stadium, Dubaï Émirats arabes unis Arbitre : Angus Gardner Australie |
| 18 novembre 2022 17 h 0 UTC+04:00 | Essai(s) : 3 Van Der Smit (19e), Taylor (45e), Lam (68e) Transformation(s) : 2 McNeish (21e, 46e) Pénalité(s) : 1 McNeish (44e) Carton(s) jaune(s) : 3 Worley (4e), De Thierry (39e), Phillips (63e) | Rapport          | Essai(s) : 2 Okoth (10e), Ojee (30e) Transformation(s) : 1 Ominde (31e) Pénalité(s) : 2 Ominde (35e, 42e) Carton(s) jaune(s) : 1 Ominde (54e) | The Sevens Stadium, Dubaï Émirats arabes unis Arbitre : Angus Gardner Australie |
| 18 novembre 2022 17 h 0 UTC+04:00 | | Rapport          | | The Sevens Stadium, Dubaï Émirats arabes unis Arbitre : Angus Gardner Australie |

| 18 novembre 2022 19 h 30 UTC+04:00 | États-Unis | 16 - 16 (9 - 10) | Portugal | The Sevens Stadium, Dubaï Émirats arabes unis Arbitre : Paul Williams Nouvelle-Zélande |
| 18 novembre 2022 19 h 30 UTC+04:00 | Essai(s) : 1 Pifeleti (60e) Transformation(s) : 1 MacGinty (60e) Pénalité(s) : 3 MacGinty (3e, 22e, 40e) Carton(s) jaune(s) : 1 Augspurger (6e) | Rapport          | Essai(s) : 1 Storti (8e) Transformation(s) : 1 Marques (9e) Pénalité(s) : 3 Marques (37e, 50e, 80e) Carton(s) jaune(s) : 2 Lima (22e) Fernandes (60e) | The Sevens Stadium, Dubaï Émirats arabes unis Arbitre : Paul Williams Nouvelle-Zélande |
| 18 novembre 2022 19 h 30 UTC+04:00 | | Rapport          | | The Sevens Stadium, Dubaï Émirats arabes unis Arbitre : Paul Williams Nouvelle-Zélande |

### Classement
| Rang | Nation     | J | V | N | D | Bo | Bd | Pm  | Pe  | Diff | Pts |
| ---- | ---------- | - | - | - | - | -- | -- | --- | --- | ---- | --- |
| 1    | Portugal   | 3 | 2 | 1 | 0 | 2  | 0  | 143 | 30  | +113 | 12  |
| 2    | États-Unis | 3 | 2 | 1 | 0 | 2  | 0  | 133 | 37  | +96  | 12  |
| 3    | Hong Kong  | 3 | 1 | 0 | 2 | 0  | 0  | 43  | 109 | -66  | 4   |
| 4    | Kenya      | 3 | 0 | 0 | 3 | 0  | 1  | 32  | 175 | -143 | 1   |

|  | Qualifié pour la Coupe du monde 2023 |

Le vainqueur est qualifié pour la Coupe du monde (poule C).
À l'issue du tournoi, les États-Unis et le Portugal sont à égalité de points. Ce dernier se qualifie pour le mondial grâce à une meilleure différence de points (+113 contre +96 pour les États-Unis).